# 李述三
李述三（？—？），河南人，清朝政治人物。附監出身。
道光十一年，接替景壽春。擔任江蘇宜興縣知縣署。后由练廷璜接任。他還當過长洲县主簿。